# Agenția Română de Asigurare a Calității în Învățământul Preuniversitar
Agenția Română de Asigurare a Calității în Învățământul Preuniversitar (ARACIP) este o instituție publică de interes național în România, aflată în subordinea Ministerului Educației și Cercetării, cu rolul de a evalua și autoriza calitatea în învățământul preuniversitar.

## Misiune
Misiunea ARACIP este de a contribui la îmbunătățirea calității educației în România, prin:
- evaluarea instituțiilor de învățământ preuniversitar în vederea autorizării de funcționare provizorie, acreditării și evaluării periodice;[2]
- elaborarea de standarde și metodologii privind calitatea educației (ghiduri, indicatori de performanță, metode de autoevaluare);
- monitorizarea continuă a respectării standardelor de calitate în școli și grădinițe;
- promovarea calității în sistemul educațional.

## Organizare
ARACIP este condusă de un director general, sprijinit de un consiliu consultativ. Agenția colaborează cu inspectoratele școlare și cu autoritățile locale și internaționale pentru alinierea la standarde europene în educație.
Personalul ARACIP este împărțit în:
- Consiliul ARACIP
- Direcția generală de asigurarea calității (cu director general)
- Direcția administrativ (cu director)
- Departamentul juridic (serviciu)
- Departamentul economic (serviciu)
- Departamentul resurse umane (serviciu)
- Departamentul secretariat tehnic (serviciu)
- Departamentul de evaluare externă a calității (serviciu)
- Departamentul relații internaționale, de verificare și avizare a organizațiilor furnizoare de educație (serviciu)
- Compartiment comunicare și relații publice (birou)
- Compartiment tehnologia informației (birou)
- Compartiment achiziții publice (birou)
- Departamentul de acreditare (birou)
- Departamentul administrativ (birou)
- Compartimentul arhivă (birou)

## Desființare
În 2021, ARACIP avea deficiențe, precum emiterea de hotărâri în afara cadrului legal, conflict de interese în instanță, nereguli privind stabilirea taxelor de autorizare și lipsa transparenței în administrarea registrelor oficiale.
La 2 februarie 2022, Guvernul României aproba reorganizarea agenției.
În 2023 s-a decis înființarea Agenția Română pentru Asigurarea Calității și Inspecție în Învățământul Preuniversitar (ARACIIP) care ulterior a fost amânată de către Ministerul Finanțelor pentru septembrie 2025. Până în 2023, ARACIP a evaluat 1500 de școli din cele 6000 existente în cei 18 ani de activitate.
În Regulamentul de funcționare a unităților de învățământ preuniversitar din 2024, comisia de asigurare a calității a fost lăsată fără atribuții.
La 30 decembrie 2024, desființarea inspectoratele școlare, casele corpului didactic și ARACIP a fost amânată până la începutul anului școlar 2026-2027.